# Carla Garbarino
Carla Garbarino (Genova, 17 luglio 1961) è una triatleta italiana, quattro volte campionessa italiana.

## Carriera
Carla Garbarino, prima di specializzarsi nella specialità del triathlon, è stata nuotatrice nel Genova Nuoto ed ha partecipato a manifestazioni podistiche di livello nazionale come la Stragenova. Sotto la guida in allenamento di Alberto Azzarini per la corsa e di Mara Sacchi per il nuoto, si specializza nel triathlon e il 2 settembre del 1989 vince a Bardolino (Verona) il suo primo titolo italiano assoluto, fermando il cronometro a 2h13'9" e scrivendo per prima il suo nome nell'albo d'oro femminile di questa disciplina sportiva in Italia.

Nel 1990 è seconda a Tolentino nell'italiano assoluto sprint, ma vince il 9 settembre dello stesso anno il titolo italiano a Lido delle Nazioni (Ferrara) nella specialità del medio (2500 m a nuoto, 80 km in bicicletta, 20 km di corsa) con il tempo di 4h13'54".
Il 9 luglio 1990 a Pesaro, insieme ad Edith Cigana e Giovanna Furlani, vince il primo campionato italiano di triathlon olimpico a squadre con la IBM Pesaro.

Nel 1991, a Villafranca di Verona, vince il campionato italiano di triathlon sprint (500 m a nuoto, 20 km in bicicletta, 5 km di corsa).

A livello internazionale ha partecipato il 6 agosto 1989 alla prima edizione dei Campionati del mondo di triathlon ad Avignone (Francia) e l'anno successivo è una foratura nella frazione di bici a negarle un piazzamento importante ai mondiali di Linz in Austria.
Nel 1991 ai campionati europei di triathlon di Ginevra in Svizzera è la migliore atleta azzurra piazzandosi al 19º posto assoluto.

## Vita privata
Nel 1992 nasce il primo figlio, Pietro. Nel 1996 nasce il secondo figlio Marco, calciatore della Sestrese (Eccellenza ligure).